# 바샤르 알아사드
바샤르 하페즈 알아사드(아랍어: بشار حافظ الأسد, 문화어: 바샤르 알아싸드, 1965년 9월 11일 ~ )는 시리아의 정치인 가문이자, 정치인이다. 제3대 대통령으로, 제2대 대통령인 하페즈 알아사드의 차남이다.

## 생애와 경력

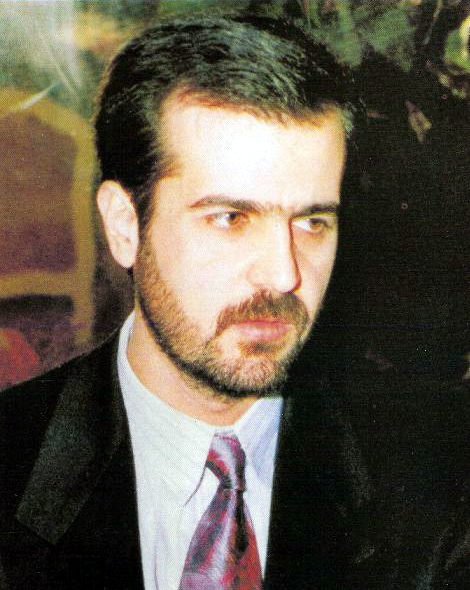
바샤르 알아사드의 형인 바셀 알아사드

1965년 시리아의 수도 다마스쿠스에서 태어났다. 바샤르는 처음에는 정치가가 될 열망이 없었으며, 아버지 하페즈 알아사드는 바샤르의 형 바셀 알아사드를 후계자로 생각하고 있었다고 한다. 1988년 시리아의 다마스쿠스 대학교에서 안과학을 배웠으며, 1992년 영국 런던으로 유학하여 의학을 공부했다.
1994년 형 바셀의 교통사고 사망 후 귀국하여 시리아군에 입대해 다마스쿠스 북부에 있는 홈스의 군사 아카데미에 들어갔으며, 다마스쿠스의 티슈린 군병원에서 안과의사로 일했다. 그러다가 1999년 1월 시리아군 대령으로 승진하였다. 바샤르는 형 바셀의 사고사로 인해 하페즈 알아사드의 새로운 후계자가 되었으며, 동생 마헤르 알아사드의 권력 기반이었던 시리아 공화국 수비대의 실질적인 지휘권을 장악하였다.
2000년 아버지 하페즈가 사망했을 때 바샤르는 바트당과 군의 지도자에 임명되었고, 누구의 반대도 받지 않았다고 주장되는 압도적인 지지율(유효표 중 97.2%)로 대통령에 선출되었다. 2007년 5월 27일, 또다시 타 후보자 없이 치러진 대선에서 97.6%의 득표율로 7년 임기의 대통령에 재선되었다.
바샤르 알아사드의 키는 189cm이며, 영어를 능통하게 구사하고, 프랑스어로 일상 대화가 가능하다. 다마스쿠스 대학교에서 안과전문의 과정을 공부하고, 영국의 웨스턴 안과 병원(Western Eye Hospital)에서 수련하였다. 2000년 12월에 런던에서 태어난 수니 무슬림 아스마 알아사드와 결혼하였다.

## 정치 및 외교적 측면

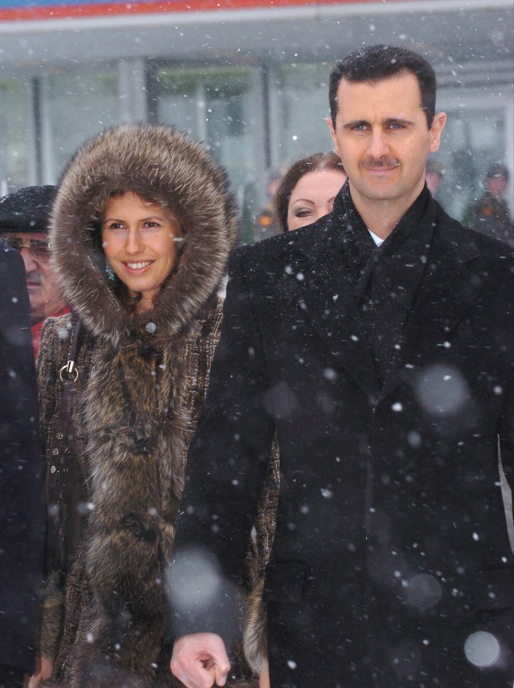
바샤르 알아사드와 부인 아스마 알아사드.

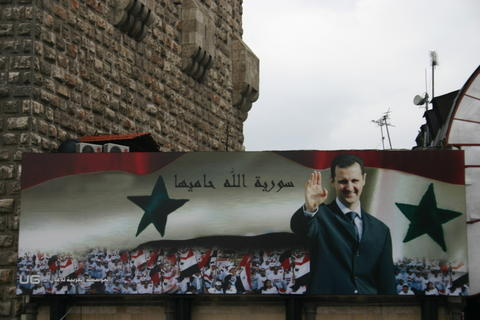
다마스쿠스 구 시가 벽의 아사드 선전 광고.

바샤르는 미국 신문 워싱턴 포스트의 주간지 "퍼레이드"의 세계 최악의 독재자 순위 12위에 선정된 바 있으며, 그가 통치하는 시리아는 반(反)이스라엘 정책의 일환으로 팔레스타인의 하마스, 레바논의 헤즈볼라를 노골적으로 지원해, 서방 국가들에게 테러 지원국으로 지정되었다.
2005년에는 라피크 하리리 전 레바논 총리 암살 사건 개입으로 서방 국가들에게 국제적인 압박을 받아, 시리아군을 레바논에서 전면 철수시켰으며, 레바논과의 중동 평화 문제를 둘러싸고, 이스라엘과의 관계가 개선될 기미를 보이지 않고 있다. 또, 조선민주주의인민공화국과 핵 개발에 협력하고 있다는 의혹으로 2007년 9월, 이스라엘 공군의 시리아 공습이 이루어졌다는 보도가 나온 바 있다.
한편으로는 아버지 하페즈 알아사드의 통치 시기부터 우호적인 관계에 있었던 이란과의 관계를 공고화하고, 뛰르끼예, 이라크와의 외교 관계를 개선하였다. 또한 김정은 국무위원장과 지속적으로 친서를 교류하며 반서방 및 반민주주의적 연대를 강화하였다. 2009년 미국에서 버락 오바마 정권이 출범한 직후, 미국과의 관계를 회복하고자 하는 태도를 보였으나, 시리아 내전으로 인하여 별다른 성과를 보여주지는 못했다. 시리아 내전 이후에는 러시아 블라디미르 푸틴 대통령과 연대를 이어나가고 있으며, 자국 내 러시아 연방군의 주둔을 허용하였다.

## 시리아 내전
바샤르 알아사드는 2011년 1월 26일부터 진행 중이었던 반정부 시위에 대해 외국의 음모라고 주장하며 1963년부터 지속되어 온 국가비상사태의 해제를 거부하는 발언을 하였다. 2011년 4월 결국 48년간 지속되어 온 비상사태를 해제할 것을 공포했으나, 이후에도 반정부 시위는 계속해서 전개되고 있으며 이에 바샤르 정권은 탱크와 장갑차를 동원해 반정부 시위를 무자비하게 진압하고 있다.
심각한 정국 혼란이 계속되는 가운데, 5월 27일에는 시위 현장에서 보안군에 끌려갔던 13살 소년 함자 알카티브가 고문 흔적으로 가득한 시신으로 돌아오자 국제 사회의 비판이 들끓었다.
바샤르 정권은 국제 사회의 비판에도 불구하고 여전히 반정부 시위대에 대한 일방적인 공격을 계속하고 있다. 6월 6일에는 정부의 군인과 경찰 120명이 매복 괴한한테 숨졌다고 주장하며, 6월 10일 북부 도시 지스르 알 슈구르와 이웃 마을에 대한 보복 공격을 가했으며, 이 외 시리아의 다른 도시와 터키 국경 지역에서도 대규모 유혈 진압이 일어나고 있다.
7월 2일에는 대규모 반정부 시위가 발생한 하마 주의 주지사를 해임시켰으며, 7월 17일에는 수도 다마스쿠스에 위치한 우마미아드 광장에 집결한 친정부 세력에게 자신에 대한 충성을 주문하였다.
2024년 12월 8일, 시리아 반군이 시리아 내 주요 도시들을 차례로 진입하며 수도인 다마스쿠스까지 점령하자, 자신의 가족들을 먼저 러시아로 피신시키고, 본인 또한 반군이 수도 다마스쿠스에 입성한 날 비행기를 통하여 탈출하였다.

## 같이 보기
- 다마스쿠스의 봄
- 하페즈 알아사드
- 시리아 내전

## 역대 선거 결과
| 선거명      | 직책명          | 대수 | 정당   | 득표율 | 득표수       | 결과 | 당락 |
| ----------- | --------------- | ---- | ------ | ------ | ------------ | ---- | ---- |
| 2000년 선거 | 시리아의 대통령 | 3대  | 바트당 | 99.74% | 8,689,871표  | 1위  |      |
| 2007년 선거 | 시리아의 대통령 | 3대  | 바트당 | 99.82% | 11,199,445표 | 1위  |      |
| 2014년 선거 | 시리아의 대통령 | 3대  | 바트당 | 88.7%  | 10,319,723표 | 1위  |      |
| 2021년 선거 | 시리아의 대통령 | 3대  | 바트당 | 95.19% | 13,540,860표 | 1위  |      |